# Brenntenriegel
Der Brenntenriegel, auch in der Schreibweise Brentenriegel bekannt (ungarisch: Bren-tető), ist ein Berg im Burgenland (Österreich). Mit 606 m ü. A. ist er die höchste Erhebung des Ödenburger Gebirges.
Der Brenntenriegel liegt etwa einen Kilometer nordöstlich der Dorfgemeinde Sieggraben, rund 25 km südwestlich von Eisenstadt. Während der Norden und Westen des Berges bewaldet sind, sind der Süden und Osten von Streuobstwiesen geprägt. Mehrere Forststraßen und Wanderwege führen auf den Brenntenriegel. Auf dem Berg befindet sich eine etwa 40 Meter hohe Sendeanlage der BEWAG. Weiters steht hier eine kleine private Sternwarte, da sich der Berg besonders für astronomische Beobachtungen eignet.
Geologisch ist der Brenntenriegel aus dem Brennberger Blockstrom aufgebaut, der hauptsächlich aus bis zu m³-großen Geröllen von Quarzit und Granitgneis in sandig-schluffiger Grundmasse aus dem nahen Rosaliengebirge besteht.

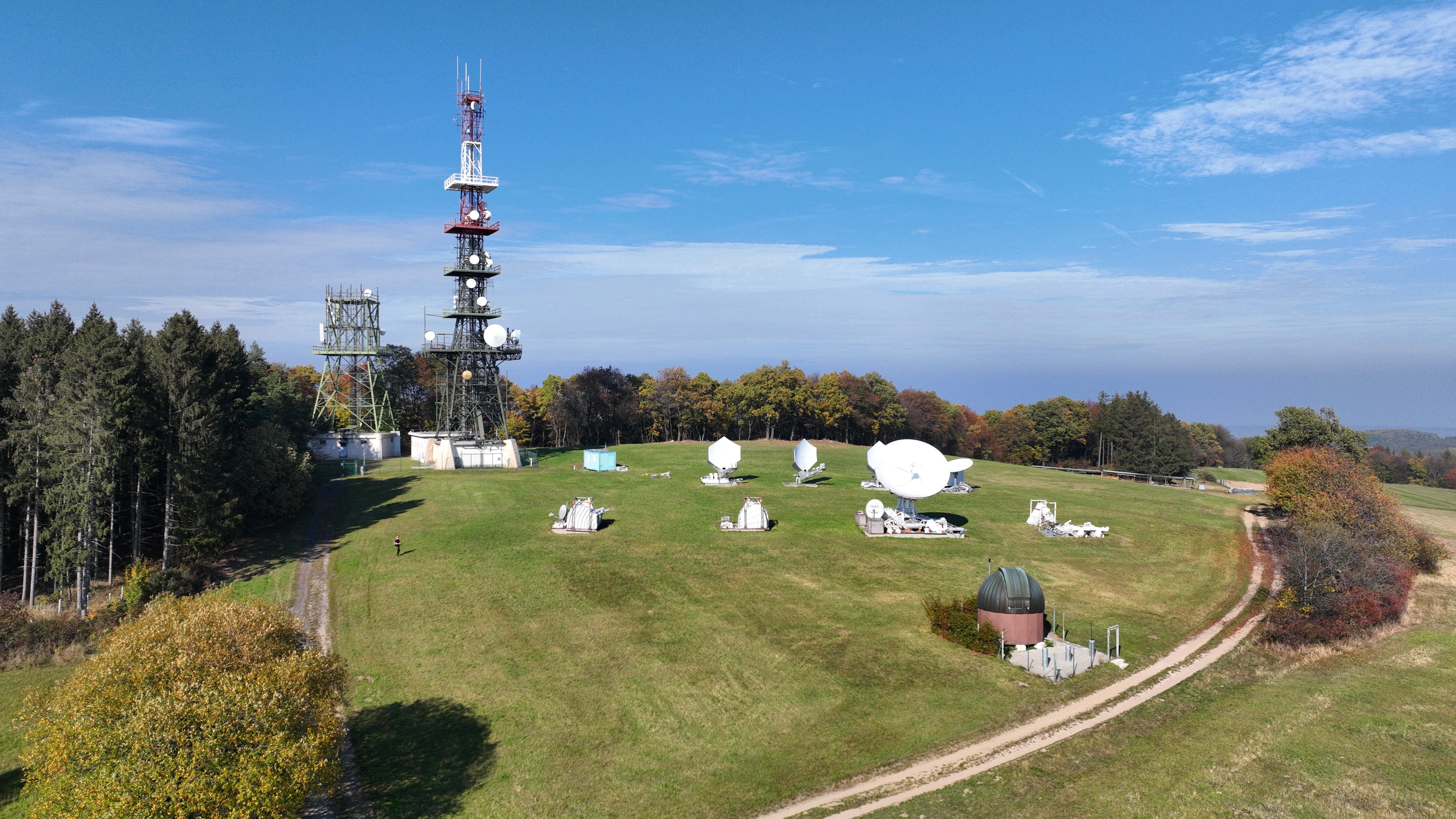
Gipfelareal mit Sendetürmen, Parabolspiegeln und Sternwarte
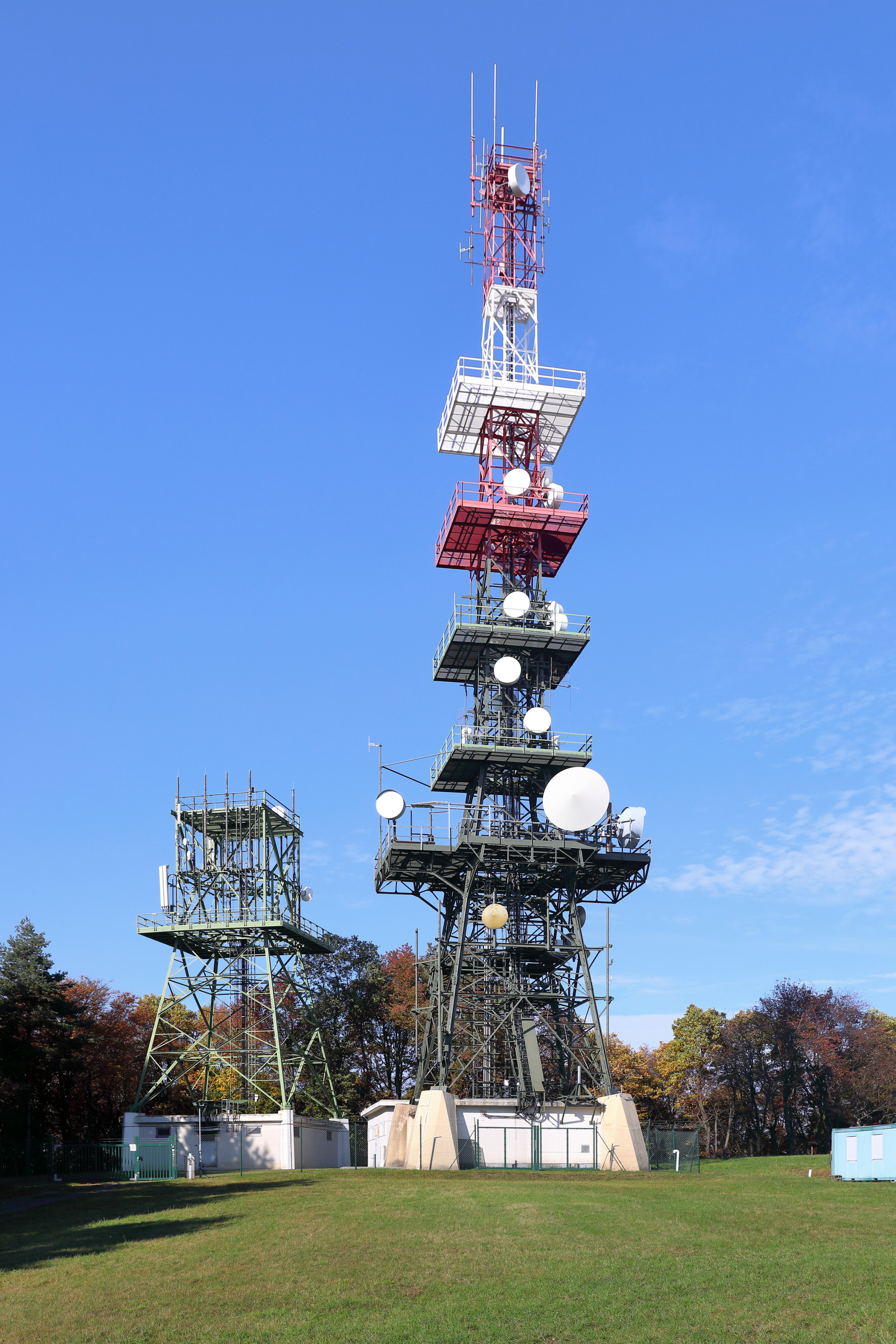
Sendeanlage